# Sulcus postcentralis
De sulcus postcentralis of achterste centrale groeve is een hersengroeve in de pariëtale kwab van de grote hersenen.

## Verloop
De sulcus postcentralis kan uit één aaneengesloten deel bestaan of uit twee of drie onderbroken delen. In de meeste gevallen is de sulcus postcentralis verbonden met de sulcus lateralis.